# Franziska Liebhardt
Franziska Liebhardt, född 5 januari 1982 i Berlin, är en tysk friidrottare som deltar i parasport.
Liebhardt genomgick olika kirurgiska ingrepp och deltar i tävlingar för personer som fått en transplantation. Hon vann under 2010-talet flera guldmedaljer vid världsmästerskapen för personer med transplantation.
Hennes största framgång kom vid Paralympiska sommarspelen 2016 där hon vann guldmedaljen i kulstötning (i klassen F37) med 13,96 meter vad samtidig var världsrekord. Under samma tävling blev hon silvermedaljör i längdhopp (i klassen T37) med 4,42 meter.